# 尊巴健身 (游戏)
《尊巴健身》（英語：Zumba Fitness）是由Pipeworks Software开发，Majesco Entertainment于2010年11月发行的电子游戏。该游戏属于尊巴工程。此游戏可在Wii，带有Playstation Move的PlayStation 3和带有Kinect的XBox 360上运行。其中Wii和PlayStation 3版本需要一个尊巴腰带来放置Wii Remote和Move Controller。